# Taxonus agrorum

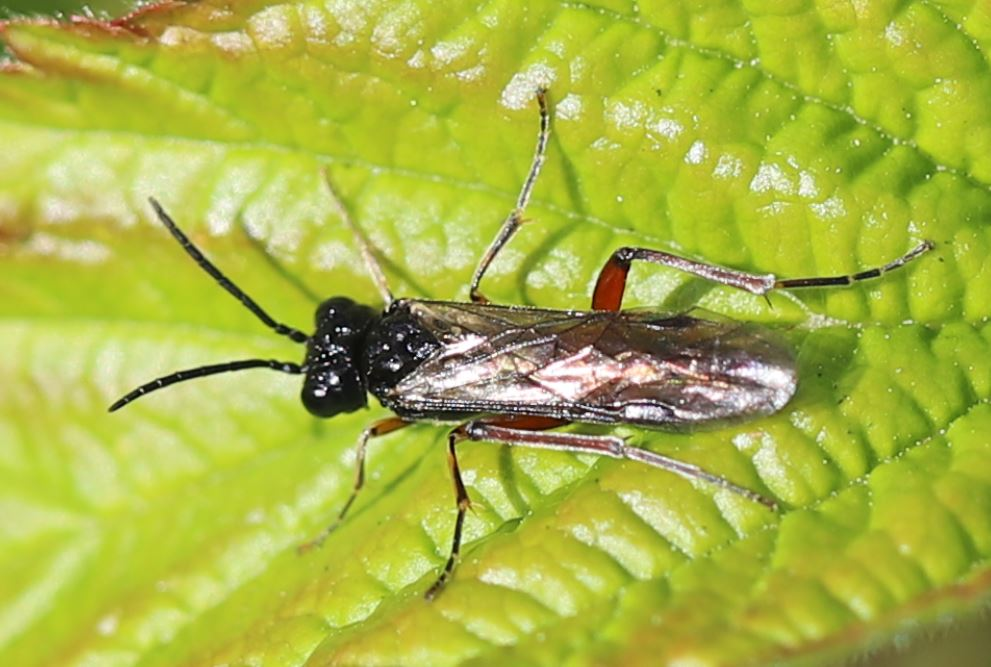

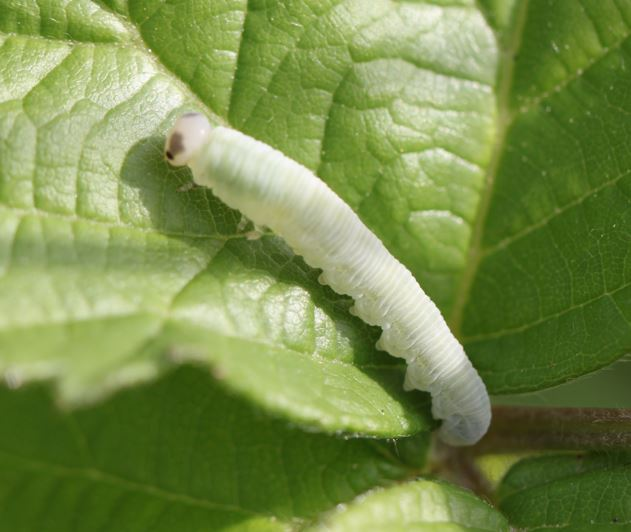
Larve Anfang Juni

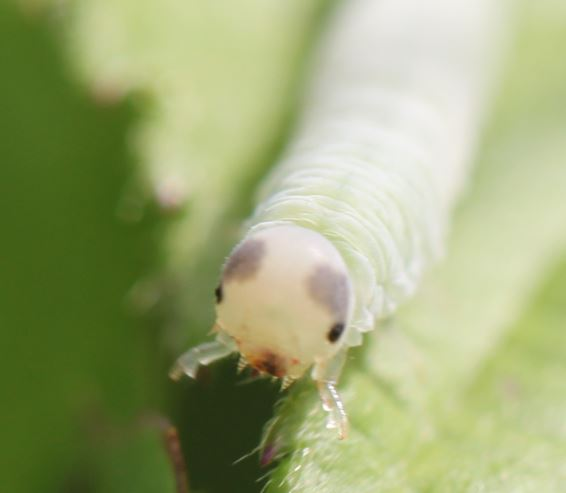
Frontansicht einer Larve

Taxonus agrorum ist eine Pflanzenwespe aus der Unterfamilie der Allantinae. Die Art wurde im Jahr 1808 von Carl Fredrik Fallén als Tenthredo agrorum erstbeschrieben.

## Merkmale
Die Pflanzenwespen sind 8–10 mm lang. Kopf, Mesonotum und Fühler sind schwarz. Die Tergite 3 und 4 sowie der vordere Teil von Tergit 5 sind rot, ansonsten ist der Hinterleib schwarz. Die schwarzen Coxae sind am apikalen Ende weiß gefärbt. Die Femora und Tibien sind überwiegend hellrot bis dunkelrot gefärbt. Die Basis der mittleren Femora sowie die apikalen Enden der hinteren Femora und hinteren Tibien sind schwarz. Die vorderen und mittleren Tibien sind zum Teil weiß gefärbt. Die  Tarsen sind dunkel. Die transparenten Vorder- und Hinterflügel weisen eine charakteristische Flügeladerung auf. Die Vorderflügel weisen ein relativ großes braunschwarzes Pterostigma auf.
Die Larven (Afterraupen) sind hellgrün bis blaugrün gefärbt. Die Kopfkapsel ist beige. Oberhalb der Punktaugen befindet sich jeweils ein großer brauner Fleck.

## Vorkommen
Die Art ist hauptsächlich in West-, Mittel- und Osteuropa verbreitet. Im Norden reicht das Vorkommen bis nach Dänemark, Schweden und Finnland. Auf den Britischen Inseln ist die Art ebenfalls vertreten. Auf der Iberischen Halbinsel fehlt sie offenbar.

## Lebensweise
Die Art bildet eine Generation im Jahr. Die Imagines beobachtet man gewöhnlich von Mai bis Juli. Die Larven sind von Mai bis August aktiv. Sie ernähren sich ausschließlich von Vertretern der Gattung Rubus. Zu ihren Futterpflanzen gehören die Brombeere (Rubus fruticosus), die Himbeere (Rubus idaeus) und die Kratzbeere (Rubus caesius). Sie fressen deren Blätter von der Unterseite.